# セルゲイ・ナルイシキン
セルゲイ・エフゲニエヴィチ・ナルイシキン（ロシア語: Серге́й Евге́ньевич Нары́шкин、ラテン文字転写の例：Sergey Yevgenyevich Naryshkin、1954年10月27日 - ）は、ロシア連邦の政治家、実業家。大統領府長官、国家院議長を歴任し、対外情報庁長官を務めている。

## 経歴
1954年10月27日にロシア・ソビエト連邦社会主義共和国のレニングラード（現在のサンクトペテルブルク）に誕生する。1978年に無線機械技師専攻でレニングラード機械大学（現在のD・F・ウスチノフ名称バルト国立工科大学を卒業。1982年にレニングラード工業大学（現在のサンクトペテルブルク工科大学）の副学長補佐となる。国家科学・技術委員会の専門官として駐ベルギーソ連大使館経済参事官の元で働く。ある情報によれば、ベルギー派遣前にウラジーミル・プーチンと共にKGB赤旗大学で学び、KGBに所属したとされる。
1992年から1995年にサンクトペテルブルク市役所の経済・財政委員会の課長となり、ウラジーミル・プーチンと共に働いた。1995年から1997年にサンクトペテルブルク市のプロムストロイバンク対外投資課長を務める。1997年から1998年にレニングラード州政府投資部長を務める。1998年から2004年にレニングラード州政府対外経済・国際関係委員会議長を務める。2004年2月から3月にロシア連邦大統領経済局副局長を務める。2004年3月から9月にロシア連邦政府官房副長官を務める。2007年9月13日に第2次ミハイル・フラトコフ内閣にて連邦政府官房長官を務めた。2007年2月15日に第2次ミハイル・フラトコフ内閣にてロシア連邦副首相に昇格。主に独立国家共同体域内の対外経済を担当。ドミートリー・メドヴェージェフ第一副首相及びセルゲイ・イワノフ第一副首相に次ぐ「ポスト・プーチン」の有力候補だったが、メドヴェージェフが後継者に指名された。2008年5月にメドヴェージェフの大統領就任に伴い、大統領府長官に任命された。2011年12月21日にロシア連邦議会の国家院で賛成238票・反対88票を得て国家院議長に選出された(ドミートリー・メドヴェージェフ政権とウラジーミル・プーチン政権にて)。

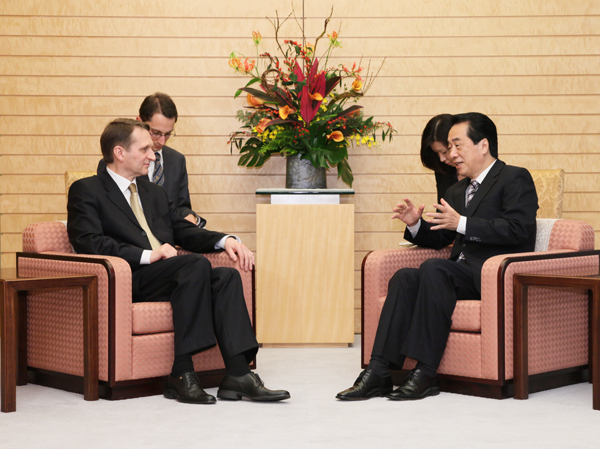
大統領府長官時代の2010年に菅直人首相（当時）と

日本との関係では大統領府長官時代に訪日している他、2012年6月に横路孝弘衆議院議長の招きで訪日しており、野田佳彦首相・玄葉光一郎外相と会談している。2014年6月2日から6月3日に再び訪日し、東京都内で開かれた文化交流イベントの「ロシア文化フェスティバル」に出席し、伊吹文明衆議院議長・山崎正昭参議院議長らと会談した。
2016年9月22日に同年10月5日より次期対外情報庁長官を務めるようプーチン大統領に任命され、10月5日に招集されたロシア連邦議会で国家院議長を辞任した。
2022年2月21日にプーチン大統領が招集した安全保障会議でウクライナ東部の親ロシア地域の独立承認について意見を求められた際には回答に困り、「はっきり答えて」と問い詰めるプーチンにたじろぎ、「独立承認」を「ロシア編入」と取り違えてしまい、プーチンから「そんな話はしていない」と苦言を呈される場面が、国営メディアで公開された。

## 人物
妻帯で2児を有する。名誉勲章を受章。2004年7月からロスネフチ役員を務める。またレニングラード機械大学の他に経済学専攻でペテルブルク国際マネージメント大学を卒業した。英語とフランス語を話す。ちなみにロシアの政治家の中でも親日家として知られているが、北方領土問題に関しては他の政治家と足並みを揃え、日本に対して2島先行譲渡論を推奨している。

## その他
2014年12月には広島・長崎への原爆投下を「人道に対する罪」として法学者による法的評価が必要との発言を行った。